# Kirchhoff (Mondkrater)

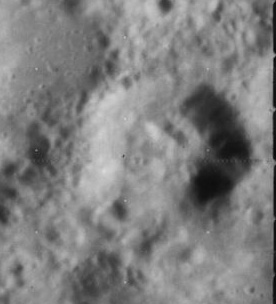
Kirchhoff Mondkrater

Kirchhoff ist ein Einschlagkrater auf der nordöstlichen Mondvorderseite im Bergland der Montes Taurus, westlich des Kraters Newcomb.
Der Krater ist stark erodiert.
| Buchstabe | Position           | Durchmesser | Link |
| --------- | ------------------ | ----------- | ---- |
| C         | 30,29° N, 39,78° O | 23 km       |      |
| E         | 30,56° N, 40,31° O | 26 km       |      |
| F         | 31,45° N, 40,78° O | 30 km       |      |
| G         | 29,82° N, 40,16° O | 22 km       |      |

Der Krater wurde 1935 von der IAU nach dem deutschen Physiker Gustav Robert Kirchhoff offiziell benannt.